# Czerniec grubopędowy
Czerniec grubopędowy (Actaea pachypoda Elliott) – gatunek rośliny z rodziny jaskrowatych (Ranunculaceae Juss.). Występuje naturalnie w Ameryce Północnej. Jest także uprawiany w różnych częściach świata. 

## Rozmieszczenie geograficzne
Rośnie naturalnie w Ameryce Północnej – w Stanach Zjednoczonych i Kanadzie. W Stanach Zjednoczonych spotykany jest w Maine, Connecticut, Vermont, New Hampshire, Massachusetts, Rhode Island, w stanie Nowy Jork, New Jersey, Pensylwanii, Marylandzie, Wirginii Zachodniej, Ohio, Indianie, Michigan, Delaware, Wirginii, Tennessee, Kentucky, Karolinie Południowej, Karolinie Północnej, Georgii, na Florydzie, w Alabamie, Arkansas i Missisipi. W Kanadzie został zarejestrowany w prowincjach Nowa Szkocja, Ontario, Quebec, Wyspa Księcia Edwarda oraz Nowy Brunszwik. 

## Morfologia

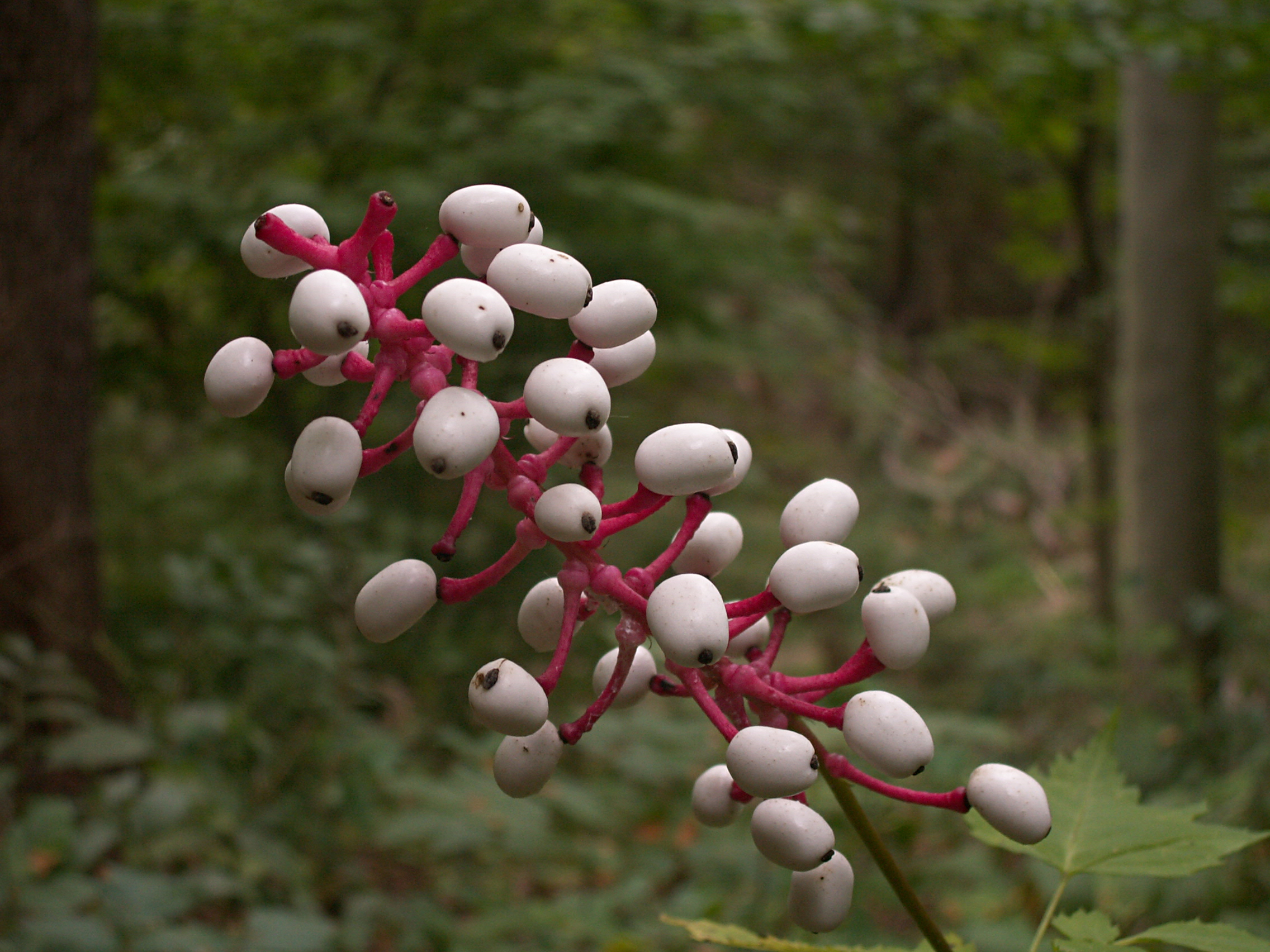
Owoce gatunku

PokrójBylina dorastająca do około 30–60 cm wysokości. Tworzy grube kłącza.
LiścieZłożone z trzech listków o kształcie od owalnego do elipsoidalnego. Pojedyncze listki są proste lub trójdzielne. Od spodu są owłosione. Blaszka liściowa jest ząbkowana na brzegu. Ogonek liściowy jest mniej lub bardziej owłosiony.
KwiatyZebrane w wyprostowane grona dorastające do 2–17 cm długości, o owłosionych osiach. Kwiaty rozwijają się na szczytach pędów. Mają białą barwę. Osadzone są na długich szypułkach.
OwoceJagody o kształcie od elipsoidalnego do kulistego, osiągają 6–9 mm średnicy, mają białą (czasami czerwoną) barwę, czarne przy wierzchołku. Są osadzone na grubych szypułkach o czerwonej barwie.

## Biologia i ekologia
Rośnie w lasach liściastych zrzucających liście. Występuje na wysokości do 1200 m n.p.m. Najlepiej rośnie w cieniu. Preferuje żyzne, próchniczne podłoże. Kwitnie od maja do czerwca, natomiast owoce dojrzewają od lipca do października. 
Wszystkie części rośliny są trujące, lecz najwięcej toksyn znajduje się w owocach i korzeniach. Zawiera między innymi glikozydy i protoanemoninę. W przypadku spożycia w dużych ilościach pojawić mogą się objawy takie jak pieczenie w ustach i gardle, ślinotok, ostre bóle brzucha, bóle głowy, biegunka, zawroty głowy czy halucynacje.

## Zmienność
W obrębie tego gatunku wyróżniono jedną formę:
- Actaea pachypoda f. rubrocarpa (Killip) Fernald

## Zastosowanie
Uprawiany jest jako roślina ozdobna. Niektóre plemiona indiańskie używają tej rośliny w medycynie ludowej w leczeniu niektórych dolegliwości gardła.